# Søer i Sverige
Dette er en Liste over søer i Sverige. Sverige har imidlertid mere end 97,500 søer med et areal på mere end 2 acre (8,100 m2), hvorfor denne liste ikke er udtømmende.

## Alfabetisk liste
Nogle af de største søer i Sverige:
- Åresjön
- Bolmen
- Boren
- Dellen
- Glan
- Hjälmaren
- Ikesjaure
- Hornavan
- Mälaren
- Mien
- Roxen
- Runn
- Siljansøen
- Sommen
- Sparren
- Storavan
- Storsjön
- Torneträsk
- Tåkern
- Vänern
- Vättern

## Efter areal
| Placering | Sø         | Areal    |
| --------- | ---------- | -------- |
| 1.        | Vänern     | 5519 km² |
| 2.        | Vättern    | 1886 km² |
| 3.        | Mälaren    | 1090 km² |
| 4.        | Hjälmaren  | 477 km²  |
| 5.        | Storsjön   | 456 km²  |
| 6.        | Torneträsk | 330 km²  |
| 7.        | Siljansøen | 292 km²  |
| 8.        | Hornavan** | 262 km²  |
| 9.        | Akkajaure  | 260 km²  |
| 10.       | Uddjaure   | 249 km²  |

** Andre kilder opgiver 250 eller 280 km².

## Dybeste søer
1. Hornavan - 228 meter
2. Torneträsk - 168 m.
3. Vojmsjön - 145 m.
4. Stor-Blåsjön - 144 m.
5. Stor-Rensjön - 140 m.
6. Virihaure - 138 m.
7. Kallsjön - 134 m.
8. Vastenjaure - 134 m
9. Siljan - 134 m.
10. Kultsjön - 130 m.

## Efter volumen
Søer med mest vand:
1. Vänern - 153,000 millioner m³.
2. Vättern - 77,600 mio. m³
3. Torneträsk - 17,100 mio. m³
4. Mälaren - 14,300 mio. m³
5. Hornavan - 11,900 mio. m³
6. Siljan - 8,090 mio. m³
7. Storsjön - 8,020 mio. m³
8. Kallsjön - 6,140 mio. m³
9. Virihaure - 4,430 mio. m³
10. Storuman - 4,180 mio. m³

## Arter
- I Sveriges søer og floder, lever der i alt 52 arter af ferskvandsfisk; hvoraf flere af dem er sjældne.